# Epiplema baligrodana
Epiplema baligrodana is een vlinder uit de familie van de uraniavlinders (Uraniidae). De wetenschappelijke naam van de soort is voor het eerst geldig gepubliceerd in 1858 door Toll.